# Dorset Street

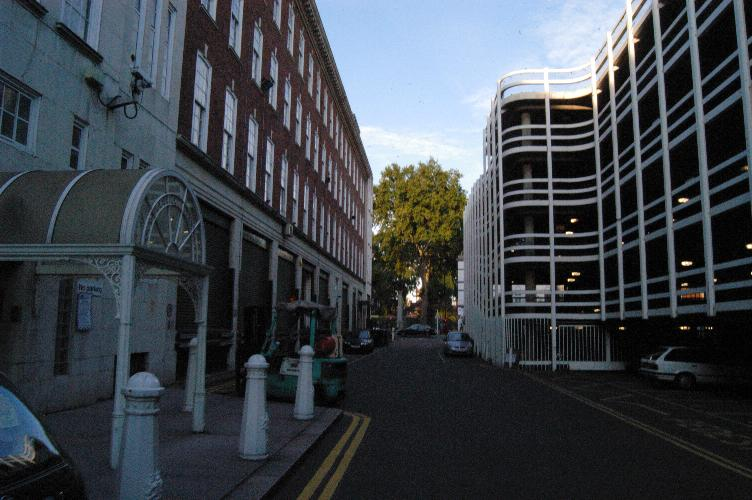
Die ehemalige Dorset Street 2006. Links die Nordseite, rechts die Südseite.

Die Dorset Street war eine Straße im Londoner Stadtteil Spitalfields. Sie ist nicht zu verwechseln mit der gleichnamigen, heute noch existierenden Straße im Stadtteil Marylebone. Die Straße hatte den Ruf, die schlimmste in ganz London zu sein. Zwischen Hausnummer 26 und 27 befand sich der Zugang zu einem Hinterhof namens Miller’s Court. Dort wurde am 9. November 1888 gegen 10.45 Uhr die Leiche von Mary Jane Kelly in ihrer Unterkunft Nr. 13, Miller’s Court gefunden. Sie ist das fünfte Opfer in der Jack the Ripper zugeschriebenen Mordserie. Die Straße gibt es heute nicht mehr, an ihrer Stelle wurde 2017 ein neues Gebäude errichtet.

## Geschichte
Angelegt wurde die Straße 1674 als Datchet Street, wurde aber schon kurze Zeit später in Dorset Street umbenannt. Die Straße war lediglich 122 Meter lang und etwa 7 Meter breit. Im Norden der Dorset Street verlief parallel die Brushfield Street, im Süden White’s Row. Verbunden war die Dorset Street im Westen mit der Crispin Street und im Osten mit der Commercial Street. Außerdem konnte die Brushfield Street über eine Gasse namens Little Paternoster Row erreicht werden. Mitte des 19. Jahrhunderts baute John Miller, der Besitzer der Gebäude 26 und 27 an der Nordseite der Dorset Street war, hinter diesen einige Häuschen. Dieser kleine Bereich, der durch einen Durchgang zwischen Nr. 26 und 27 Dorset Street erreicht werden konnte, wurde Miller’s Court genannt. Nr. 13 Miller’s Court, wo Mary Jane Kelly wohnte und ermordet wurde, war ursprünglich der hintere Teil des Gebäudes Nr. 26 Dorset Street, welcher vom späteren Hausbesitzer als separate Unterkunft vermietet wurde.
In den 80er Jahren des 19. Jahrhunderts war die Dorset Street eine Straße, in der sich fast ausschließlich Behausungen (u. a. sog. common lodging houses) für verarmte und obdachlose Menschen aneinanderreihten. Geleitet und überwacht wurden die meisten dieser Behausungen in Dorset Street von Jack McCarthy und William Crossingham. Beide hatten die meisten Besitztümer in diesem Elendsviertel und wurden verdächtigt, in eine Vielzahl von illegalen Machenschaften, wie beispielsweise Zuhälterei und Hehlerei, verwickelt gewesen zu sein. Nur zwei legal betriebene Geschäfte befanden sich laut dem offiziellen Straßenverzeichnis in der Dorset Street. Zum einen ein Lebensmittelgeschäft in Nr. 7 und das Public House „Blue Coat Boy“ in Nr. 32. Schätzungen gehen davon aus, dass pro Nacht etwa 1200 Menschen in den Armenunterkünften in der Dorset Street übernachteten.

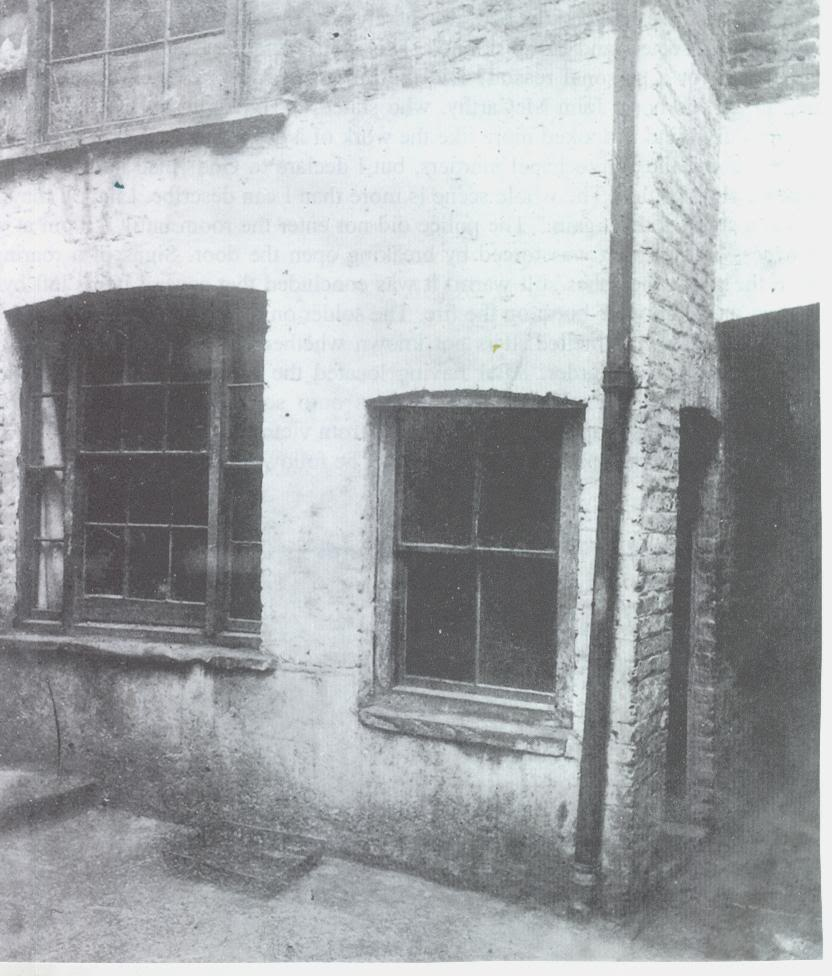
Nr. 13 Miller’s Court. Die Unterkunft von Mary Jane Kelly.

An der Ecke Dorset/Comercial Street stand das Public House „The Britannia“, in dem Mary Jane Kelly ein oft gesehener Gast war. Gegenüber von Miller’s Court befand sich in Nr. 15 ein common lodging house, das William Crossingham gehörte. Ihm gehörte auch das common lodging house Nr. 35 an der Ecke Little Paternoster Row/Dorset Street. Dort wohnte das zweite Opfer der Ripper-Mordserie Annie Chapman.
Die Dorset Street blieb auch nach dem Mord an Mary Jane Kelly ein Elendsviertel, und es folgten weitere Morde in der Art der Ripper-Mordserie. 1901 wurde die Leiche Mary Ann Austins mit zehn Bauchwunden in Haus Nr. 35 gefunden. In Nr. 20 Miller’s Court, direkt über Nr. 13, wurde 1906 Kitty Ronan mit durchschnittener Kehle gefunden. Genau wie im Fall Mary Jane Kelly wurde ihr Mörder nie gefasst.
Eine anschauliche Beschreibung der Zustände in der Dorset Street liefert der Schriftsteller Ralph L. Finn:

“It was a street of whores. There is, I always feel a subtle difference between an whore and a prostitute. At least we used to think so. Prozzies were younger, and more attractive. Whores were debauched old bags. It teemed with nasty characters - desperate, wicked, lecherous, razor-slashing hoodlums. No Jews lived there. […] There were pubs every few yards. Bawdy houses every few feet. It was peopled by roaring drunken fighting-mad killers.”

„Es war eine Straße von Huren. Es gibt, denke ich immer, einen feinen Unterschied zwischen einer Hure und einer Prostituierten. Jedenfalls haben wir das gedacht. Prostituierte waren jünger und attraktiver. Huren waren verdorbene alte Schachteln. Es wimmelt vor unangenehmen Kerlen – verzweifelte, verruchte, lüsterne, mit Rasiermesser aufschlitzende Ganoven. Keine Juden lebten dort. […] Alle paar Yards gab es Pubs. Alle paar Fuß Bordelle. Es war bevölkert von grölenden, betrunkenen, kampflustigen Totschlägern.“

Wie Finn andeutet, war die Dorset Street Anfang des 20. Jahrhunderts ein kleines, nichtjüdisches Ghetto in einem Gebiet, das weitläufig jüdisch geprägt war. 1904 wurde die Dorset Street in Duval Street umbenannt. 1920 erwarb die Corporation of London Old Spitalfields Market und begann mit grundlegenden Umbaumaßnahmen, die auch den vollständigen Abriss der Nordseite der Duval Street beinhalteten. 1960 schließlich fiel die Südseite der Duval Street dem Bau eines Parkhauses zum Opfer. Das gegenüberliegende Gebäude der Nordseite gehörte der London Fruit and Wool Exchange. Beide Gebäude wurden 2015 abgerissen und auf der gesamten Fläche ein Neubau der London Fruit and Wool Exchange errichtet. Der Neubau hat die Adresse 56 Brushfield Street, London. Dadurch existiert die Duval Street heute nicht mehr.

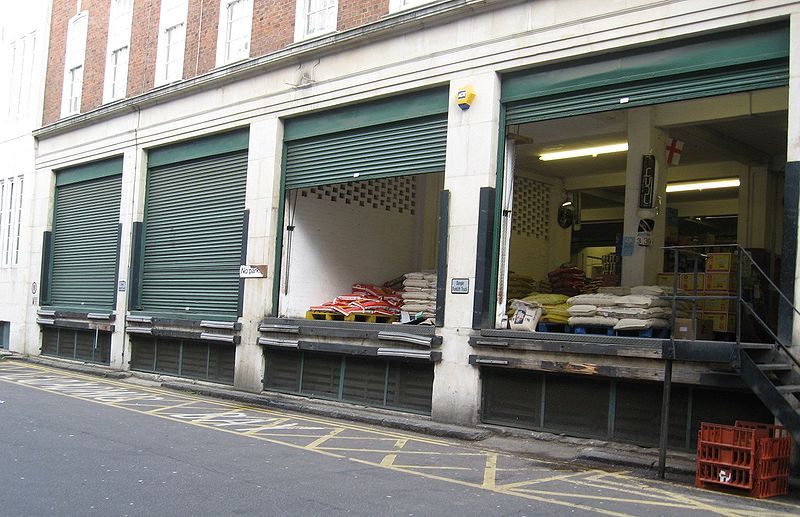
Die Stelle, an der sich einst Miller’s Court befand, 2008